# Zelandomyia cinereipleura
Zelandomyia cinereipleura là một loài ruồi trong họ Limoniidae. Chúng phân bố ở miền Australasia.